# Bernat Cadell
Bernat Cadell fou un militar i noble català, oficial destacat durant el conflicte de les cases de Cerdanya i Conflent. Era eixit d'una família benestant de Puigcerdà, que rebé certs privilegis del comte Nunyo Sanç. Nasqué probablement a Sant Joan de les Abadesses de la rama dels senyors de Prullans. En 1296, el Cadell prengué el partit dels Montcada de Torelló contra el bisbe de Vic aliat a Gilbert de Nyer. Tenia un fill anomenat Pere Cadell, senyor d'Espirà.